# Нутовый минёр
Нутовый минёр (лат. Liriomyza cicerina) — вид двукрылых из семейства минирующих мух.

## Описание
Мелкие мухи длиной тела около 1,5 мм. Темя чёрное. Лоб по краям и третий членик усиков чёрно-коричневый.

## Биология
Личинки развиваются в минах на листьях растений семейства бобовых. Вид является одним из самых важных вредителей нута в умеренных и тропических регионах. При сильном заражении снижение урожайности нута достигает 40 %. Для снижения ущерба осуществляют отбор наиболее устойчивых форм, обрабатывают растения химическими инсектицидами и используют препараты на основе тюрингской палочки.
Самки прокалывают листья яйцекладом для откладки яиц и для питания вытекающей жидкостью. Молодая личинка вначале образует узкую змеевидую мину, которая в дальнейшем увеличивается до размеров всей лопасти листа. Полный жизненным цикл одного поколения завершается за 20-30 дней. В течение года развивается до 4 поколений. Зимуют на стадии куколки в почве.
Паразитами нутового минёра являются несколько видов перепончатокрылых из семейств эвлофиды (Diglyphus crassinervis, Diglyphus isaea, Diaulinopsis arenaria, Diaulinopsis arenaria, Neochrysocharis formosa, Neochrysocharis ambitiosa, Neochrysocharis sericea и Pediobius metallicus) и бракониды (Opius monilicornis, Opius tersus).

## Распространение
Вид азиатского происхождения, первоначальным питался на стальнике. После завоза в Средиземноморье (южную Европу и северную Африку) произошла смена кормового растения на нут.